# David Rittenhouse
David Rittenhouse fue un renombrado astrónomo, inventor, relojero, matemático, topógrafo y funcionario público estadounidense, nacido el 8 de abril de 1732 y fallecido el 26 de junio de 1796. Rittenhouse fue miembro de la American Philosophical Society y el primer director de la Casa de Moneda de los Estados Unidos.

## Biografía
Rittenhouse nació cerca de Germantown, Filadelfia, Pensilvania, en un pequeño pueblo llamado Rittenhouse Town, situado a lo largo de un arroyo llamado Paper Mill Run, un pequeño afluente, arroyo en sí del arroyo Wissahickon. Cuando su tío, un carpintero de Filadelfia murió, dejó un conjunto de herramientas y libros con los que Rittenhouse comenzó su carrera como inventor. A una edad joven, Rittenhouse mostró un alto nivel de inteligencia mediante la creación de un modelo a escala de la fábrica de papel de su abuelo. Fue autodidacta y desde muy temprana edad mostró una gran capacidad en ciencias y matemáticas. 
Rittenhouse fue de los primeros en construir un telescopio utilizado en los Estados Unidos. Su telescopio, que utilizó tela de araña natural para formar el retículo, lo utilizó para observar y registrar parte del tránsito de Venus en el sol el 3 de junio de 1769, así como la atmósfera del planeta. 
En 1784, David Rittenhouse y el agrimensor Andrew Ellicott completaron la inacabada Línea Mason-Dixon (que delimita varios estados norteamericanos) en la esquina suroeste de Pensilvania, a cinco grados de longitud desde el Río Delaware. 
En 1813, el sobrino de Rittenhouse William Barton publicó una biografía, Memoirs of the life of David Rittenhouse. El expresidente de los Estados Unidos Thomas Jefferson encargó seis copias directamente al autor. 

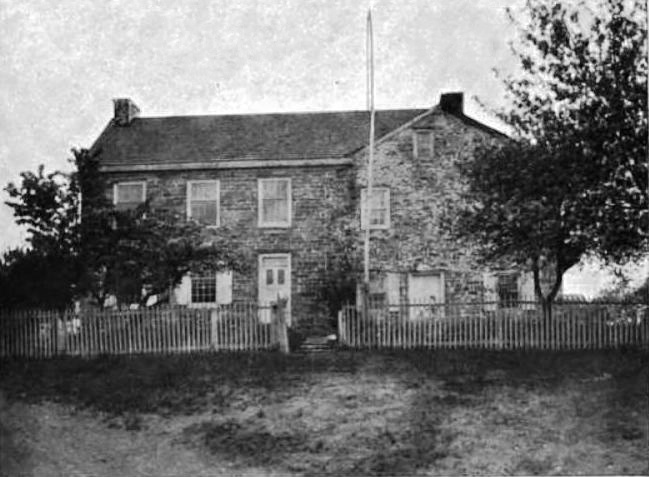
Casa de David Rittenhouse en torno a 1919.

## Clubes y Sociedades
Rittenhouse sirvió en la American Astronomical Society, siendo este otro factor para ser elegido para el estudio de Venus. A lo largo de su vida, tuvo el honor de servir en diferentes clubes, comités y otros. 
En 1768, Rittenhouse fue elegido como miembro de la American Philosophical Society. Trabajó como bibliotecario y secretario, y después de la muerte de Benjamin Franklin en 1790, Rittenhouse sirvió como Presidente hasta 1796. 
Otro de sus intereses fue la Royal Society de Londres, aunque era algo muy raro ver a un extranjero miembro de este club exclusivo. 

## Familia
David Rittenhouse tuvo dos esposas. Se casó con Eleanor Coulston el 20 de febrero de 1766, con quien tuvo dos hijas: Elizabeth (nacida en 1767) y Ester (nacida en 1769). Su primera esposa Eleanor murió el 23 de febrero de 1771 a los 35 años por complicaciones durante el nacimiento de su tercer bebé, que también murió al nacer. 
David se casó con su segunda esposa Hannah Jacobs el 31 de diciembre de 1772. Tuvieron un bebé sin nombre, que murió al nacer a fines de 1773. 

## Contribuciones notables a los Estados Unidos
Durante la primera parte de su carrera, fue agrimensor para Gran Bretaña, pero más tarde sirvió en el gobierno de Pensilvania. Rittenhouse ayudaría a establecer las fronteras de varios estados y mancomunidades, tanto antes como después de la independencia, incluidos los límites entre Nueva Jersey, Nueva York, y Pensilvania. Cuando terminó su trabajo como agrimensor, reanudó sus intereses científicos.

## Casa de Moneda de los Estados Unidos
David Rittenhouse fue tesorero de Pensilvania de 1777-1789, y con sus habilidades y la ayuda de George Washington se convirtió en el primer director de la Casa de Moneda de los Estados Unidos. El 2 de abril de 1792 la Casa de Moneda de los Estados Unidos abrió sus puertas. Rittenhouse renunció a la Casa de la Moneda el 30 de junio de 1795, debido a su mala salud. En 1871, el Congreso aprobó una moneda conmemorativa en su honor. 

## Eventos notables
Otros acontecimientos notables en la vida de Rittenhouse incluyen: 
- 1763-1764 Trabajó en el estudio de la frontera entre Pensilvania y Maryland.
- 1767 Se le concedió un máster honorario del Colegio de Filadelfia (luego Universidad de Pensilvania).
- 1768 descubre la atmósfera de Venus.
- 1769 Observa el tránsito de Venus.
- 1775 Ingeniero de la Comisión de Seguridad.
- 1779-1782 Profesor de Astronomía en la Universidad de Pensilvania.
- 1779-1787 Tesorero de Pensilvania.
- 1791-1796 Presidente de la American Philosophical Society.
- 1792-1795 Primer Director de la Casa de Moneda de los Estados Unidos.

## Homenajes a David Rittenhouse

Bandera de Hopkinson.

- El cráter lunar Rittenhouse lleva este nombre en su memoria.[3]
- El azul de las estrellas en la bandera estadounidense puede ser un homenaje a la labor de David Rittenhouse. Un admirador y colega de Rittenhouse, Francis Hopkinson, escribió la Ley de Bandera en 1777, donde define la bandera de los Estados Unidos de América y explicó que el azul de las estrellas era una representación de una nueva constelación. Algunos creen que es un homenaje directo a Rittenhouse.
- La Medalla Rittenhouse, creada en 1932 para conmemorar el doscientos aniversario de su nacimiento, que sería entregada anualmente hasta 1990.[4]